# 구천서 (정치인)
구천서(具天書, 1950년 2월 28일 ~ )는 대한민국의 정치인이다. 제14·15대 국회의원을 지냈다. 본관은 능성이며, 출생지는 충청북도 보은군이다.

## 생애
1992년 14대 총선에서 민주자유당 전국구 끝번호로 원내에 진입했고, 1996년 15대 총선에서는 자유민주연합으로 당을 옮겨 재선 국회의원이 되나, 2000년 16대 총선과 2002년 충청북도지사 선거에서 잇달아 낙선한 후, 정계를 떠나 코스닥 상장기업인 신천개발 대표이사로 기업경영에 전념하고 있다고 한다. 2008년 18대 총선에는 청주시 흥덕구 을선거구에 출마할 것으로 예상되었지만 출마하지 않았다.
2008년, 그의 고려대학교 상대 선배인 이명박 대통령의 한반도 대운하 건설 계획 이후 대운하 수혜주로 신천개발이 지목되면서 오랜만에 언론의 주목을 받았다. 2012년 국민생각에서 비례대표 상위순번을 못받게 되자, 새희망노인권익연대를 개편하여 대국민중심당을 만들었다.

## 학력
- 산외초등학교
- 보은중학교
- 청주고등학교
- 고려대학교
- 베이징 대학 정치학 박사

## 역대 선거 결과
|  | 34.0% |

|  | 38.5% |

|  | 42.29% |

|  | 26.16% |

|  | 33.47% |

|  | 0.3% |